# David Bamberg
David Bamberg (* 19. Februar 1904 in Derby; † 19. August 1974 in Buenos Aires; vollständiger Name David Tobias Theodore Bamberg) war ein englisch-US-amerikanischer Zauberkünstler mit dem Bühnennamen Fu Manchu.

## Leben
David Bamberg stammte als Sohn von Theo Bamberg (Bühnenname Okito) aus der Zauberkünstlerfamilie Bamberg ab, die schon mehrere Generationen von Zauberkünstlern hervorgebracht hatte; mit David Bamberg erlosch die kontinuierliche Reihe in der sechsten Generation. Bamberg wurde in England geboren und kam in jungen Jahren in die USA, wo er 1916 automatisch naturalisiert wurde, als sein Vater die US-Staatsbürgerschaft erhielt.
Bambergs professionelle Bühnenkarriere begann 1917 bei dem Mentalisten Julius Zancig, den er als Syko the Psychic unterstützte. Später reiste Bamberg mit dem Zauberkünstler Maurice Raymond. 
Am 1. März 1929 gab Bamberg in Buenos Aires sein Debüt als Fu Manchu, als welcher er wie sein Vater in einem orientalischen Kostüm auftrat. Aus Urheberrechtsgründen nannte er sich in den USA Fu Chan.
Zusammen mit Edmund Spreer erfand Bamberg zahlreiche Illusionen.
In den 1940er Jahren spielte David T. Bamberg als Fu Manchu in sechs mexikanischen Filmen, für die er mangels geeigneter Drehbücher auch selbst die Skripte verfasste. In der aus dem Jahr 2000 stammenden Dokumentation Heroes of Magic wird Bamberg in Archivaufnahmen gezeigt.
Bamberg starb in Buenos Aires. Seine Asche wurde am Rio de la Plata verstreut. David Bambergs Sohn setzte die Familientradition als Zauberkünstler nicht fort.
Bamberg hat heute einen Platz in der Hall of Fame der Society of American Magicians.

## Schriften
- Illusion Show - A Life in Magic. David Meyer Magic Books, Glenwood, Ill. 1988, ISBN 0916638367 (Autobiografie).
- Zusammen mit Robert J. Albo, Eric C. Lewis: The Oriental magic of the Bambergs. San Francisco Book Co., San Francisco 1973, ISBN 0913374032.

## Filmografie
- 1943: El espectro de la novia
- 1944: La mujer sin cabeza
- 1944: El as negro
- 1945: El museo del crimen
- 1946: Asesinato en los estudios
- 1949: La casa embrujada